# Frédéric Duquennois
Frédéric Duquennois, né en 1973, est un judoka belge qui évolue dans la catégorie des plus de 100 kg (lourds).
Il est affilié au Judo Top Niveau de Tournai.

## Palmarès
En 1996, Frédéric Duquennois a été médaille de bronze au tournoi international Trofeo Tarcento en Italie.
 
Il a été champion de Belgique en 2005 :
| Chpt de Belgique | Chpt de Belgique | 1999 | 2000 | 2001 | 2002 | 2003 | 2004 | 2005 |
| ---------------- | ---------------- | ---- | ---- | ---- | ---- | ---- | ---- | ---- |
| poids lourds     | +100 kg          | 3e   | -    | -    | -    | -    | 3e   | 1er  |